# Diocesi di Cibaliana
La diocesi di Cibaliana (in latino Dioecesis Cibalianensis) è una sede soppressa e sede titolare della Chiesa cattolica.

## Storia
Cibaliana, nell'odierna Tunisia, è un'antica sede episcopale della provincia romana di Bizacena.
Sono due i vescovi conosciuti di quest'antica sede episcopale, non ancora identificata. Donato fu presente al concilio di Cartagine convocato il 1º settembre 256 da san Cipriano per discutere della questione relativa alla validità del battesimo amministrato dagli eretici, e figura al 55º posto nelle Sententiae episcoporum. Alla conferenza di Cartagine del 411, che vide riuniti assieme i vescovi cattolici e donatisti dell'Africa, partecipò per parte donatista il vescovo Cresconio, senza competitore cattolico.
Dal 1989 Cibaliana è annoverata tra le sedi vescovili titolari della Chiesa cattolica; la sede è vacante dal 1º maggio 2021.

## Cronotassi

### Vescovi
- Donato † (menzionato nel 256)
  - Cresconio † (menzionato nel 411) (vescovo donatista)

### Vescovi titolari
- Carlos Jesús Patricio Baladrón Valdés † (16 novembre 1991 - 24 gennaio 1998 nominato vescovo di Guantánamo-Baracoa)
- Geraldo Dantas de Andrade, S.C.I. † (18 febbraio 1998 - 1º maggio 2021 deceduto)